# Autofinanziamento
L'autofinanziamento nella sua più ampia accezione è inteso come la capacità dell'impresa di coprire il fabbisogno finanziario generato dalla dilatazione degli investimenti richiesti dalla gestione, senza ricorrere, o ricorrendo in misura minore all'incremento dell'indebitamento o del capitale proprio.
Questa espressione, viene di solito usata per indicare le risorse finanziarie che provengono non dall'apporto di terzi, nelle forme di capitale proprio o di credito, ma dalla gestione stessa dell'azienda in virtù degli utili netti conseguiti nell'esercizio e del loro mancato prelevamento.
È quindi considerato come una politica interna, una forma di finanziamento interno, di risparmio, che consente di coprire il fabbisogno originato dalla attuazione dei progetti di investimento programmati e richiesti dalla gestione per sostenere lo sviluppo dell'impresa.
Da un punto di vista economico-aziendale, le nozioni di autofinanziamento possono essere ricondotte a due: autofinanziamento come fenomeno patrimoniale e autofinanziamento come fenomeno finanziario.
Sono due nozioni strettamente connesse che non hanno due concetti diversi ma sono due modi di analizzare lo stesso fenomeno, due configurazioni, che riguardano differenti aspetti dell'economia della gestione. La prima riguarda essenzialmente l'entità del capitale proprio, la seconda fa riferimento alla dinamica degli investimenti, con le relazioni tra le variazioni degli investimenti e le variazioni delle fonti per coprirli.

## Autofinanziamento come fenomeno finanziario
In questa accezione l'autofinanziamento è inteso come la capacità dell'impresa di soddisfare il fabbisogno finanziario generato dalla dilatazione degli investimenti a sostegno della crescita dell'impresa, grazie alle risorse liberate dalla stessa gestione mediante la ritenzione degli utili conseguiti, gli ammortamenti e gli accantonamenti per rischi e oneri, senza ricorrere o ricorrendo in misura minore a finanziamenti esterni sia sotto forma di capitale di credito che di capitale proprio; oppure quando, fermi restando gli investimenti, provvede alla riduzione dell'indebitamento; o ancora quando riduce la sua esposizione debitoria più di quanto siano stati eventualmente ridotti gli investimenti nel corso della gestione.
Le componenti che concorrono alla formazione dell'autofinanziamento in questa configurazione sono:
- Trattamento di fine rapporto dei lavoratori dipendenti: era la principale fonte di autofinanziamento delle imprese
- La ritenzione degli utili (in ambito contabile, utili portati a nuovo), è la principale componente di autofinanziamento che permette di destinare risorse, prodotte dalla gestione, a copertura degli investimenti grazie alle disponibilità che derivano dalla mancata distribuzione di una parte degli utili. Può essere associata al riacquisto di azioni proprie sul mercato, per risparmiare i dividendi su tali azioni e per sostenerne il prezzo in Borsa, non penalizzando ulteriormente o compensando gli azionisti per il mancato dividendo.

Nel primo dopoguerra italiano, i profitti erano spesso ritenuti dalle aziende sotto forma di fondi conguaglio, e poi distribuiti come dividendi agli azionisti: i fondi conguaglio finanziavano un aumento di capitale sociale e un conferimento di azioni a titolo gratuito, che poteva interessare ai grandi azionisti per aumentare i loro diritti di voto nei Consigli di Amministrazionee per le partecipazioni incrociate fra imprese, ma molto meno alle minime quote dei piccoli risparmiatori più propensi all'interesse in moneta.
Da un punto di vista meramente contabile, il concetto di autofinanziamento intorno a questa componente, è chiaramente comprensibile. Deriva dal “risparmio”  generato di utili ritenuti e reinvestiti all'interno dell'azienda, avendo così delle risorse idonee a finanziare degli investimenti, o ad una riduzione dell'esposizione debitoria, qualora le condizioni di solvibilità fossero tali da creare squilibri della struttura finanziaria e da rendere l'impresa poco appetibile dai mercati finanziari.
Se spostiamo l'indagine sul piano economico, il problema è più complesso perché bisognerebbe esaminare sia la natura degli utili, quindi le cause e le componenti che concorrono alla formazione del reddito di esercizio, per evitare che ci siano degli utili “fittizi” che derivano da stime soggettive più che da una concreta capacità della gestione di produrlo, sia il grado di attendibilità della dilatazione del capitale investito, per verificare che essa non sia frutto di rivalutazioni degli elementi attivi da far considerare l'autofinanziamento del tutto apparente.
- Accantonamenti per fondi rischi e oneri, da considerarsi una fonte di autofinanziamento, perché le quantità accantonate possono essere temporaneamente utilizzate per sostenere la crescita fino a che non si verificano gli eventi che generano costi o perdite per i quali essi sono stati costituiti. Possono anche risultare una forma di finanziamento durevole, per la parte in cui, le risorse accantonate fossero maggiori di quelle utilizzate per copertura dei costi e delle perdite manifestatesi nell'esercizio.

Il carattere di temporaneità non investe tutti gli accantonamenti. Ci sono infatti accantonamenti, che fanno riferimento a fondi, che sono una costante per l'impresa e permangono in azienda in modo indefinito rappresentando una solida forma di finanziamento durevole per l'impresa.
- Ammortamenti, rappresentano l'ultima componente di autofinanziamento come fenomeno finanziario, in virtù del ruolo che essi svolgono nell'aumento delle dimensioni dell'impresa quando essa è espressa in termini di capacità produttiva.

L'ammortamento è un processo tecnico-contabile che consente di ripartire il costo di un bene, la cui utilizzazione è ripetuta in più esercizi, nel periodo di vita utile nell'azienda. La circostanza che tali beni forniscono utilità in più esercizi comporta la necessità di ripartire il costo tramite un processo di ammortamento. In ottica finanziaria l'ammortamento consente il recupero di capitale investito, permette all'azienda di procurarsi una certa liquidità per effetto dell'imputazione a conto economico di costi non monetari, contrapposti a ricavi monetari derivanti dalle vendite.
Ciò significa che le risorse dapprima impiegate, si rimettono in circolo, si liberano e con il reinvestimento continuativo delle disponibilità liberate dal processo di ammortamento l'impresa costituisce una forma di finanziamento interno con la quale può ampliare la potenzialità produttiva senza ricorrere ad altre fonti di finanziamento. L'effetto moltiplicativo degli ammortamenti è detto anche effetto Lohmann-Ruchti, che evidenzia la possibilità di potenziare la capacità produttiva dell'impresa grazie al reinvestimento delle disponibilità che lo stesso processo libera!

## Autofinanziamento come fenomeno patrimoniale
È una configurazione di autofinanziamento che riguarda essenzialmente il capitale proprio, infatti è inteso come accrescimento del capitale per effetto di un processo di ritenzione di utili netti d'esercizio, quindi espresso e definito dalla differenza tra utili conseguiti e quelli distribuiti nel periodo di tempo considerato.
Il processo di ritenzione degli utili nell'economia dell'impresa, sia esso totale o parziale è un fenomeno che va attentamente studiato in rapporto ad una duplice esigenza: da un lato quella di remunerare il capitale azionario in maniera stabile da far tenere alto il credito della società nel mercato finanziario; dall'altro quella di favorire lo sviluppo dell'impresa mediante un finanziamento interno formato dalle riserve di ritenzione di utili, con il pregio di far abbassare il costo medio della complessiva provvista di capitale per una espansione dell'impresa.
La ritenzione degli utili può essere sollecitata da diversi motivi,  come abbiamo visto può essere un atto necessario o volontario in base alla condizioni economiche e alle prospettive di risultato dell'azienda. Se noi considerassimo un'impresa che ha prodotto un reddito e da un'analisi risulta che essa abbia una spiccata capacità di generare reddito nel medio/lungo periodo, il processo di ritenzione di utili che porterà ad un accrescimento di capitale netto, è del tutto libero e considerato come un atto volontario effettuato dai responsabili di amministrazione perché in questa situazione anche una totale distribuzione degli utili prodotti non pregiudicherebbe né l'integrità di capitale né la remunerazione futura dei mezzi propri. Se invece ci trovassimo ad analizzare una impresa che nel corso dell'esercizio ha conseguito un utile che è frutto di condizioni temporanee particolarmente favorevoli, e non frutto della sua capacità di generare reddito nel lungo periodo, la situazione è del tutto differente da quella precedentemente descritta. Le politiche di ritenzione degli utili diventano un atto necessario non più volontario e le risorse accantonate devono essere destinate a tutela dell'integrità del patrimonio che potrà essere successivamente minacciato e assorbito da perdite derivanti dalla gestione quando le condizioni favorevoli cesseranno di esistere.
L'impresa grazie alla ritenzione degli utili, costituisce una forma di risparmio che gli permette, in una successione più o meno piccola di anni, sia un accrescimento del capitale che una graduale espansione delle proprie dimensioni.
L'autofinanziamento se analizzato superficialmente, potrebbe risultare una fonte di finanziamento che giova solo positivamente all'economia dell'impresa; presenta chiaramente degli aspetti favorevoli per l'azienda in quanto è uno strumento che consente l'espansione senza avere alcun onere, ma nella realtà, come tutte le forme di finanziamento, è oggetto di lunghe analisi sia sulla idoneità a soddisfare il fabbisogno finanziario, sia sulla convenienza a servirsene.
Nelle società per azioni, con capitale diviso tra molti soci, l'autofinanziamento può presentare anche degli aspetti negativi. 
La decisione circa la distribuzione degli utili e la loro ritenzione è presa principalmente in funzione dell'opportunità, della necessità, di assegnare una congrua remunerazione al capitale proprio.
La rinuncia a distribuire una larga parte di utili netti, con la soppressione dei dividendi, avrebbe una opposizione in assemblea degli azionisti che difficilmente accetterebbero tale politica. Una pratica che potrebbe togliere o attenuare questi inconvenienti, potrebbe essere quella di emettere azioni a titolo di dividendo o la trasformazione, in azioni, di riserve di utili anteriormente accumulate, ma ciò attenuerebbe anche gli effetti dell'autofinanziamento, allargando il capitale al quale dovranno poi essere assegnati i dividendi nel futuro. Se la rinuncia alla distribuzione venisse occultata in bilancio con utili troppo tenui, facendo apparire insufficiente la redditività della gestione, potrebbe danneggiare il credito della società sul mercato provocando dei problemi sia in sede di emissioni di nuove azioni che a livello di credito bancario.
Una delle soluzioni più utilizzate, che è quella che più giova sia all'economia dell'azienda sia al mantenimento del credito nel mercato finanziario, è quella di attuare politiche di autofinanziamento nelle fasi economiche favorevoli, costituendo delle riserve che possano conguagliare i dividendi nelle fasi sfavorevoli mantenendo una stabilità dei dividendi.
Gli utili non distribuiti possono essere destinati all'acquisto di beni strumentali all'attività produttiva (come una macchina utensile), che sono un immobilizzo in capitale fisso. Per circa un decennio, in Italia erano defiscalizzati secondo Legge Tremonti.